# Flaperon

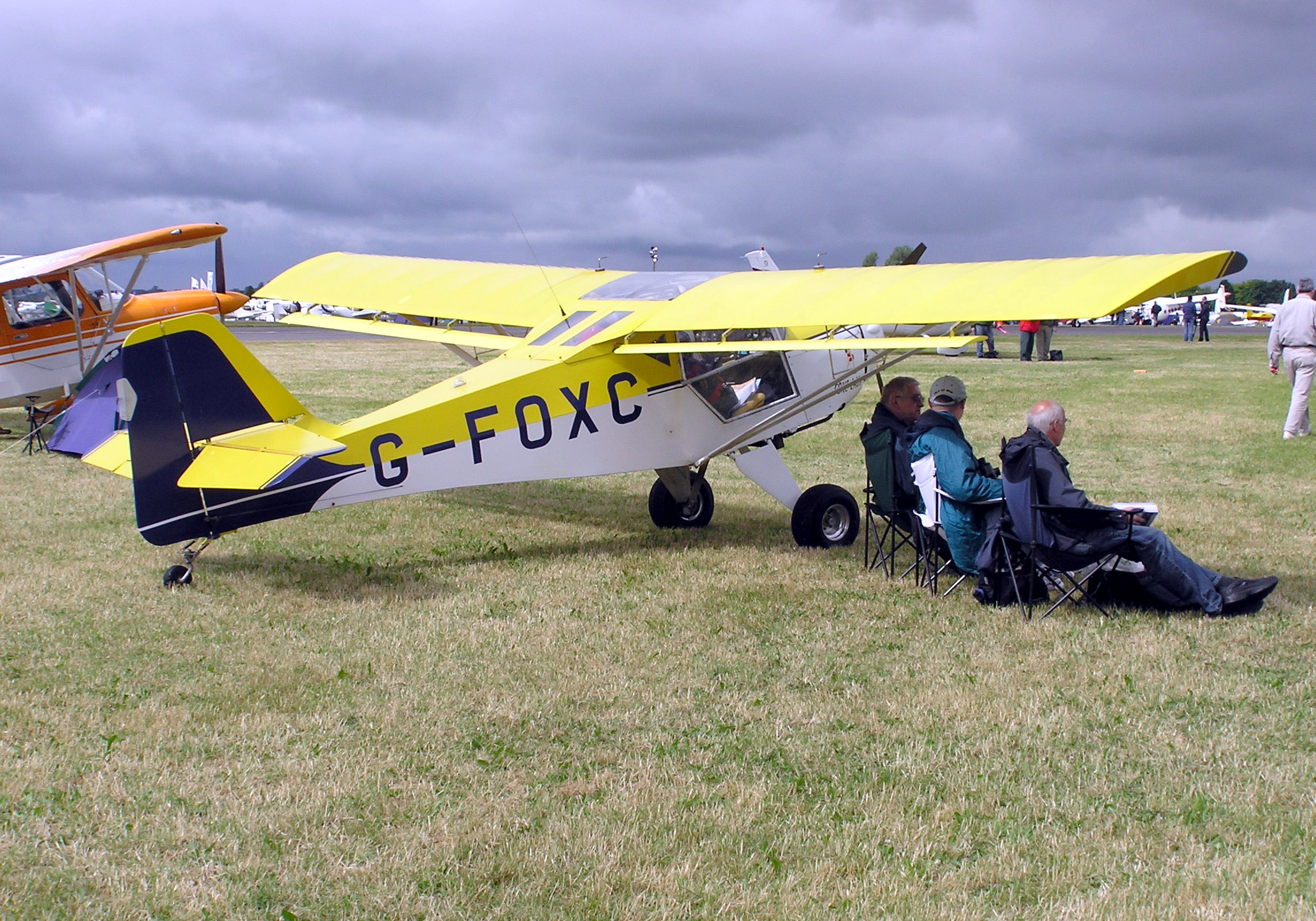
Flaperons aan de vleugels van een Kitfox (Model 3).

Een flaperon is een stuurvlak van een vliegtuig dat zowel de functie van welvingsklep (Engels flap) als rolroer (Engels aileron) vervult. De flaperons bevinden zich aan beide kanten van het vliegtuig aan de achterkant van de vleugel. Als de flaperons in tegengestelde richting bewegen werken ze als standaard rolroeren en zal het vliegtuig om de langsas draaien. Wanneer alle flaperons omlaag geklapt worden functioneren ze als flaps. Als de roeren omhoog geklapt kunnen worden spreekt men van rolspoilers.
De piloot bedient de rolroeren en flaps afzonderlijk. De uitvoer van beide besturingen wordt mechanisch of elektronisch samengevoegd om de flaperons eenduidig aan te sturen. Het gebruik van flaperons in plaats van aparte rolroeren en flaps, kan leiden tot een gewichtsbesparing. De complexiteit verplaatst zich van het hebben van twee stuurvlakken naar het samenvoegen van de twee besturingen.